# هوارد سولاس توگبال
هوارد سولاس توگبال (انگلیسی: Håvard Solås Taugbøl؛ زادهٔ ۲۰ اوت ۱۹۹۳) اسکی‌باز صحرانوردی اهل نروژ است.